# Charles Nicolle
Charles Jules Henri Nicolle (21. září 1866, Rouen, Francie – 28. února 1936, Tunis, Tunisko) byl francouzský lékař, nositel Nobelovy ceny za fyziologii a lékařství za rok 1928 „za práce o skvrnitém tyfu“.

## Život
Pocházel z lékařské rodiny a medicína ho fascinovalo už od dětství, ale na to, že šel Charles studovat na lékařskou fakultu v Rouenu měl veliký vliv i jeho otec, který zde pracoval jako velice uznávaný lékař a profesor. Po skončení studia, od roku 1893 se živil nejprve jako preparátor v patologické anatomii na univerzitě a později odešel do hlavního města, Paříže, kde pracoval pod Rouxovým vedením v Pasteurově ústavu. Po návratu do svého rodného města v roce 1895 zde působil nejprve jako profesor v nemocnici a v bakteriologické laboratoři; později, v roce 1903 dotáhl svou kariéru dokonce na ředitele a to Pasteurova ústavu v Tunisu, který se stal díky němu během několika let světoznámým. Velký vliv na jeho dílo mělo i členství ve Francouzské akademii věd, kde působil od roku 1929.
Důvodem, proč je Nicolle světoznámým jsou významné práce o skvrnitém tyfu. Skvrnitý tyfus je zákeřná nemoc, na níž v první světové válce kvůli nedostatečné hygieně zemřelo několik tisíců lidí. Nejvíce se tyfus šířil v těsných prostorech, kde se nedodržovala hygiena, a tím byly např. zajatecké tábory, především koncentrační, kde v důsledku bestiálních a nehygienických poměrů se skvrnitý tyfus nebezpečně rozšiřoval a mnoho lidí na něj zemřelo těsně před osvobozením. Ve druhé světové válce byl tyfus vymýcen jen v místech, kde se dodržovala hygienická pravidla a všude tam, kde byl k dispozici DDT, usmrcující hmyz.
Nicolle se ze všech sil snažil této zákeřné nemoci předcházet a po několikaletých výzkumech vyslovil předpoklad, že boj proti skvrnitému tyfu musí být organizován jako boj za čistotu a proti hmyzu. Zásadní výsledek svých objevů oznámil vědeckému světu v roce 1909 na základě svých pokusů s tím druhem tyfu, který se vyskytoval v Evropě - že skvrnitý tyfus přenáší na člověka veš šatní. Tato doložená informace naprosto otřásla vědeckým, převážně lékařským světem a Nicolle se stal během pár dní slavný.
Charles Jules Henri Nicolle se však zajímal i o jiné infekční nemoci, psal si ve volných chvílích románky a básničky a menší úspěch také sklidil i svou knihou o vzniku, průběhu a překonávání infekčních chorob, která začíná zajímavou filosofickou předmluvou.